# Zingiber dimapurense
Zingiber lakshminarasimhanii — вид рослин із родини імбирних (Zingiberaceae), ендемік у штаті Нагаленд, Індія.

## Опис
Наземна кореневищна трава. Кореневище підповерхневе, компактне, без запаху. Коріння багато, м'ясисте, без бульб. Листовий пагін заввишки 90–120 см. Листя 10–20; ніжка листка 0.5–1 см, густо волохата; язичок короткий, 0.5–1 см, густо волохатий, з пурпурним відтінком; пластинка еліптично-ланцетна, 10–30 × 4–9 см, зверху темно-зелена, гладка, запушена, знизу блідо-зелена, повсюди волосиста, закруглена біля основи, довго-загострена на вершині. Суцвіття виходять безпосередньо з кореневища, 1–2 на псевдостебло. Квітка 1 на приквіток, 6.5–7.5 см завдовжки; чашечка трубчаста, 1.2–1.5 × 0.3–0.4 см, запушена, кремово-біла з розкиданими пурпурними крапками, на верхівковій ділянці роздвоєна; віночкова трубка тонка, біла, 2.8–3.2 × 0.3–0.5 см, запушена; віночкові часточки ± рівні, голі, пурпурувато-рожеві з білою основою дорсально, кремово-білі вентрально, вершина загострена; дорсальна частка яйцювато-ланцетна, 3–3.5 × 0.8–1 см; бічні частки ланцетні, 2.8–3 × 0.5–0.6 см. Плід — коробочка, довгаста зі стійкою чашечкою, 4.5–5.5 см завдовжки. Насіння численне, довгастої, зворотнояйцеподібної чи округло яйцеподібної форми, криваво-червоні, вкриті білою ароматичною арилою.
Період цвітіння: червень — липень; період плодоношення: серпень — вересень.

## Поширення
Ендемік у штаті Нагаленд, Індія.

## Етимологія
Видовий епітет стосується місця поширення цього виду — це округ Димапур.